# Schuylkill (rivier)
De Schuylkill (River) (vaak uitgesproken als skoelkil) is een rivier in de Amerikaanse staat Pennsylvania.
De rivier is ongeveer 209 kilometer lang. Het stroomgebied van zo'n 5180 km² ligt volledig in de staat Pennsylvania. De bron van de oostelijke tak is in de Appalachen bij Tuscarora Springs, vlak bij Tamaqua in Schuylkill County. De westelijke tak begint bij Minersville en komt samen met de oostelijke tak bij de plaats Schuylkill Haven. De Tulpehocken Creek voegt zich bij de rivier bij Reading. Wissahickon Creek komt erbij in noordwest Philadelphia. Andere belangrijke zijtakken zijn de Little Schuylkill River, Maiden Creek, Manatawny Creek, French Creek en Perkiomen Creek. De Schuylkill is de belangrijkste zijrivier van de Delaware, waar het zich ten noordoosten van Philadelphia International Airport bijvoegt.

## Steden aan de rivier
- Pottsville (Pennsylvania)
- Schuylkill Haven
- Hamburg
- Reading
- Birdsboro
- Bridgeport
- Pottstown
- Royersford
- Spring City
- Phoenixville
- Norristown
- Conshohocken
- Philadelphia (Pennsylvania)

## Geschiedenis en namen
De Delaware-indianen waren de oorspronkelijke bewoners van het gebied rond de rivier, wat ze Ganshohawanee noemden, wat "gehaaste en brullende wateren" betekent, of "Manaiunk". De rivier kreeg zijn huidige Nederlandse naam Schuylkill van ontdekkingsreiziger Arendt Corssen van de West-Indische Compagnie. Waar de rivier samenkomt met de Delaware River bij League Island was de rivier vrijwel verscholen door dikke bebossing, wat de naam (verscholen rivier) verklaart.
Thomas Paine heeft tevergeefs geprobeerd inwoners over te halen een ijzeren brug over de rivier te bouwen, voordat hij dit plan opgaf vanwege de Franse Revolutie.

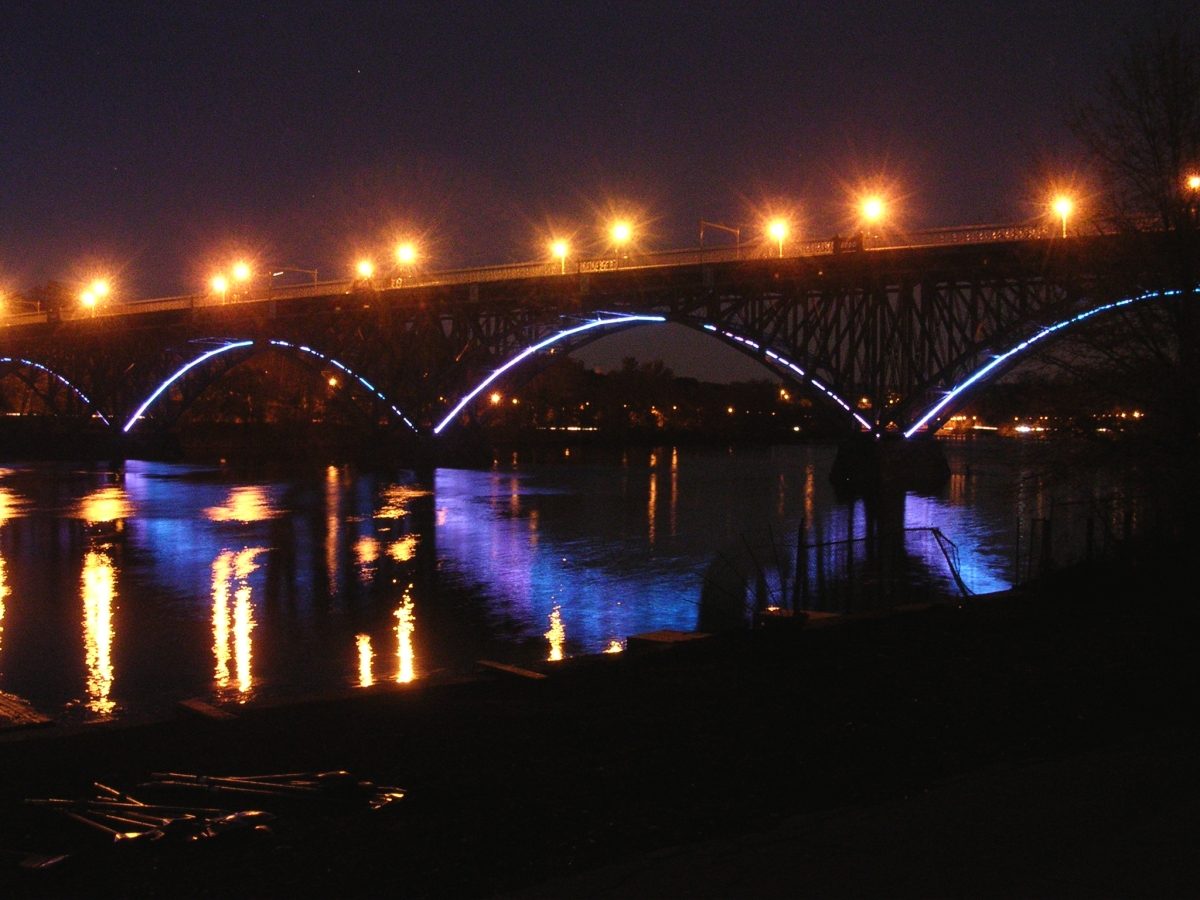
De Strawberry Mansion Bridge bij schemering.

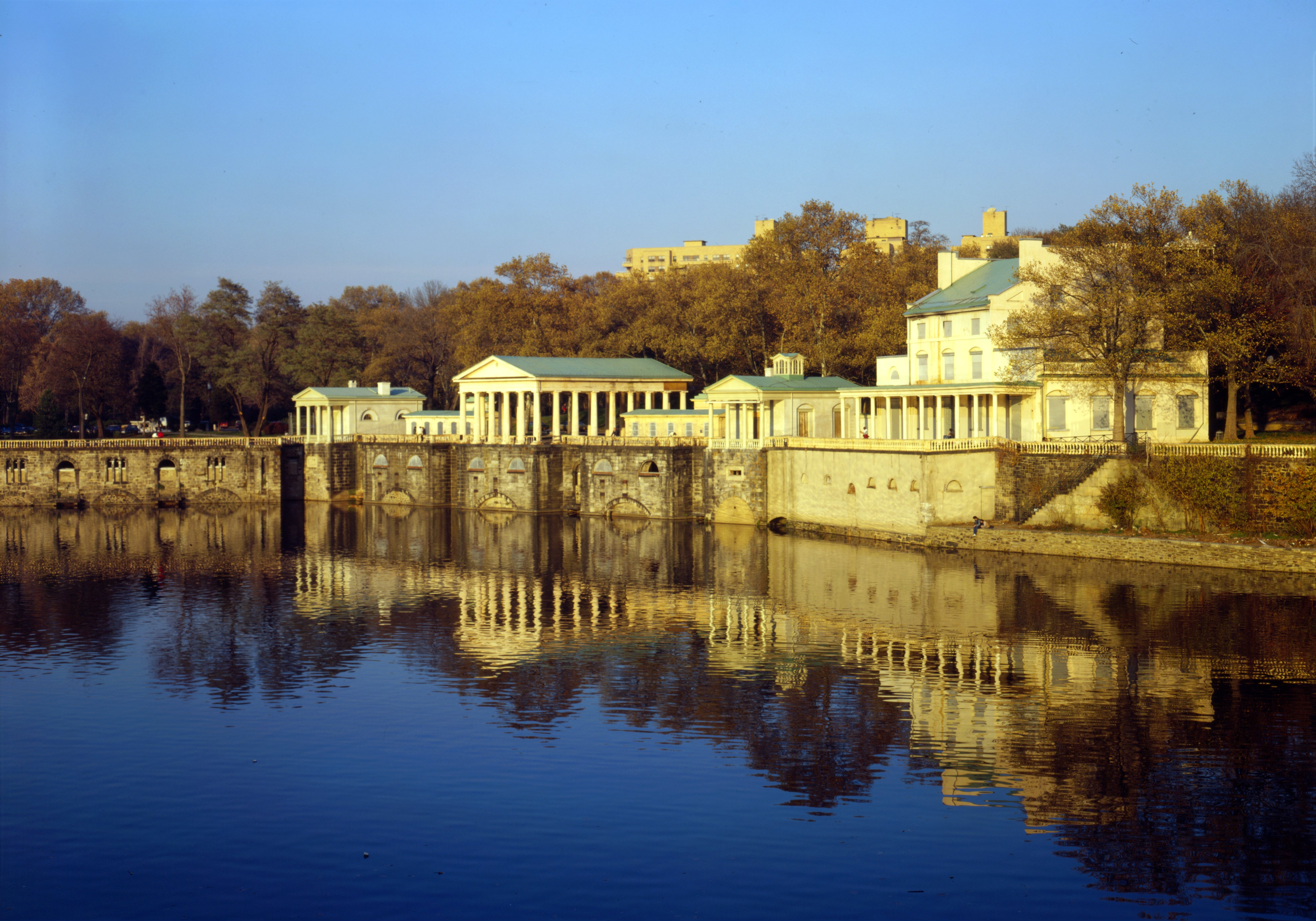
De Fairmount Water Works aan de rivier was ooit de watervoorziening voor Philadelphia en is nu een attractie in Fairmount Park.

De restauratie van de rivier werd betaald door geld uit Benjamin Franklins erfenis.
De rivier heeft meer dan eens in brand gestaan.

## Transport en recreatie

### Transport
De vallei rond de Schuylkill River was een belangrijke doorgang in de tijd van kanalen en spoorwegen. De rivier zelf, het Schuylkill Canal, de Reading Railroad en de Pennsylvania Railroad waren belangrijke gebruikers van het gebied van halverwege de 19e eeuw tot halverwege de 20e eeuw.
Het goederenvervoer per spoor gebruikt nog steeds veel van de paden die de 19e-eeuwse spoorwegen gebruikten. Het vervoer van passagiers is beperkter. De oude spoorweg langs de rivier tussen Philadelphia en Norristown wordt gebruikt voor SEPTA's Manayunk/Norristown Line (voorheen Reading Railroad) en de Schuylkill River Trail (voorheen Pennsylvania Railroad).
Er zijn ideeën om het spoor verder stroomopwaarts te verlengen. Het Schuylkill River Trail gaat van Norristown verder tot Valley Forge, en ontwerpers zijn van plan het vele tientallen kilometers te verlengen. SEPTA Regional Rail gaat momenteel niet verder dan Norristown. Plannen voor treinen verder de Schuylkill-vallei in ("Schuylkill Valley Metro") moeten nog verwezenlijkt worden.
Wegen die langs de rivier lopen zijn de Schuylkill Expressway, oftewel de I-76, de West Shore-bypass (westoever), Kelly Drive (oostoever, voorheen East River Drive) en Martin Luther King, Jr. Drive (westoever, voorheen West River Drive).

### Recreatie
Het Schuylkill River Trail, dat over het algemeen de rivier volgt, is een pad voor wandelen, joggen, fietsen, rolschaatsen en andere buitenactiviteiten. Het pad loopt momenteel van Philadelphia, door Manayunk naar het plaatsje Mont Clare, de laatste resten van het Schuylkill Canal. Er is ook een deel van het pad dat start bij Pottstown en stroomopwaarts loopt naar Reading. Er zijn plannen om het pad af te maken van de Delaware River tot Reading.
De Schuylkill River is erg populair bij watersporters. De Dad Vail Regatta, een jaarlijkse roeicompetitie wordt gehouden op de rivier bij Boathouse Row, alsook de jaarlijkse Bayada Regatta, waaraan gehandicapte roeiers van het hele continent meedoen. In de herfst vindt de jaarlijkse Head of The Schuykill Regatta plaats in Philadelphia.